# Магарешки остров
Магарешкият остров (Ешек Адасъ) е бивш български дунавски остров край Свищов. По-късно той се превръща вследствие на промените в течението на реката в полуостров. Днес е част от румънския бряг и на него е разположено пристанището на град Зимнич.
Магарешкият остров е български до началото на 1900 г., когато поредната промяна в дунавското русло го измества по-близо до северния бряг и румънското правителство го обявява за свой. И това не е случайно. Когато румънците установяват в края на 19 век, че течението на реката постепенно се отклонява на юг, те стоварват един шлеп пълен с камъни от северната страна на острова и след 2-3 години в резултат на наносите, реката променя съществено талвега си. Възползвайки се от това и изчаквайки удобен случай при едно изтегляне на българския караул заради високите води на реката, румънците завземат острова. При опита на българите да си го върнат се стига до престрелка. Букурещ отхвърля призива на българския външен министър Тодор Иванчов за арбитраж на съда в Хага. Така българското правителство е принудено да се откаже от острова под натиска на Австро-Унгария и Русия.